# 凯西 (歌手)
Casey Thai Luong（1994年11月4日—），以藝名凱西（英文：keshi）而聞名，是一名越南裔美国歌手及詞曲作家。其作品在串流媒体平台上拥有超过4000万次的播放数。其作品《over u》被评为新一代R&B的代表作品。

## 早年生活
凱西出生於美國德克薩斯州休士頓，父母為越南裔美國人。他在舒格蘭長大，該地為一個族群多元、亞裔人口比例較高的社區。儘管如此，他在成長過程中時常感到格格不入，並對自身的文化背景感到疏離。
12歲時他因觀看電視劇《麻吉向前衝》，受到劇中德雷克·貝爾所飾演角色的啟發而開始學習吉他，並他使用祖父的古典吉他及一本越南音樂書自學彈奏。
凱西畢業於史蒂芬·F·奧斯汀高中，隨後於德克薩斯大學奧斯汀分校取得護理學學士學位。畢業後曾在德州醫學中心擔任腫瘤科護士兩年。
其藝名「Keshi」源自未婚妻父母在他童年時期為其取的暱稱。他與未婚妻自國中時期便相識。

## 職業生涯
2017年在擔任護士期間，凱西於線上音樂平台SoundCloud發表自創作品，逐漸吸引關注。他的音樂融低傳真音樂（lo-fi）、節奏藍調（R&B）與另類流行等元素，風格深受弗兰克·奥申、約翰·梅爾與紅髮艾德等音樂人影響。其作品以誠實細膩的歌詞、柔和旋律及自製音樂風格聞名。
2019年，隨著網路人氣上升，凱西決定辭去護理職務，專職從事音樂創作。並與小島唱片簽約。
之後，他陸續推出《skeletons》、《bandaids》與《always》等 EP，並於 2022 年發行首張錄音室專輯《Gabriel》。其音樂作品廣受全球年輕族群歡迎，並展開多場國際巡迴演出，足跡遍及北美、歐洲與亞洲地區。

## 专辑
- 2021年4月23日，发布〈beside you〉[12]
- 2021年10月22日，发布〈SOMEBODY〉[13]
- 2022年3月25日，發行首張錄音室專輯《Gabriel》
- 2024年9月13日，發行第二張錄音室專輯《Requiem》